# Colostethus agilis
Colostethus agilis is een giftige kikker uit de familie pijlgifkikkers (Dendrobatidae). De soort werd voor het eerst wetenschappelijk beschreven door John Douglas Lynch en Pedro M. Ruíz-Carranza in 1985.
Het zijn kleine kikkers met een lichaamslengte (snout-to-vent length of SVL) van gemiddeld 24 mm bij mannetjes en 28 mm bij vrouwtjes; dit is een normale grootte voor een Colostethus-soort.

## Voorkomen
Colostethus agilis komt voor in Colombia en leeft in het woud op de westelijke flanken van de Cordillera Occidental op een hoogte van 2190–2600 m in de departementen Cauca en Valle del Cauca. Het verspreidingsgebied is vermoedelijk minder dan 5.000 km² groot en het verlies of verandering van habitat is een mogelijke bedreiging voor de soort.